# FAMRAAM
FMRAAM (angleško Future Advanced Medium Range Air-to-Air Missile; dobesedno Napredni izstrelek zrak-zrak srednjega dosega prihodnosti) je modificirana različica izstrelka zrak-zrak srednjega dosega AIM-120 AMRAAM, pri čemer je bil opremljen z Ramjet pogonom na tekoče gorivo, ki omogoča skoraj podvojen doseg kot izvirni izstrelek. 
Nov izstrelek so razvili kot britansko zamenjavo izstrelkov AMRAAM, ki bi jih uporabili na novem lovcu Eurofighter Typhoon. Na izboru pa je Kraljevo vojno letalstvo izbralo MBDA Meteor in tako FRAAM ni prišel v proizvodnjo.